# لیسئوم
لیسئوم (انگلیسی: Lyceum) گونه‌ای از مؤسسه آموزشی است که در نظام آموزشی بسیاری از کشورها، عمدتاً در اروپا، تعریف شده است. این تعریف در کشورهای مختلف متفاوت است؛ معمولاً نوعی مدرسه متوسطه است. علوم پایه و برخی مقدمات مربوط به حرفه‌های خاص عموماً در این مدارس تدریس می‌شود.

## بر پایۀ کشور

### اروپا

#### فنلاند

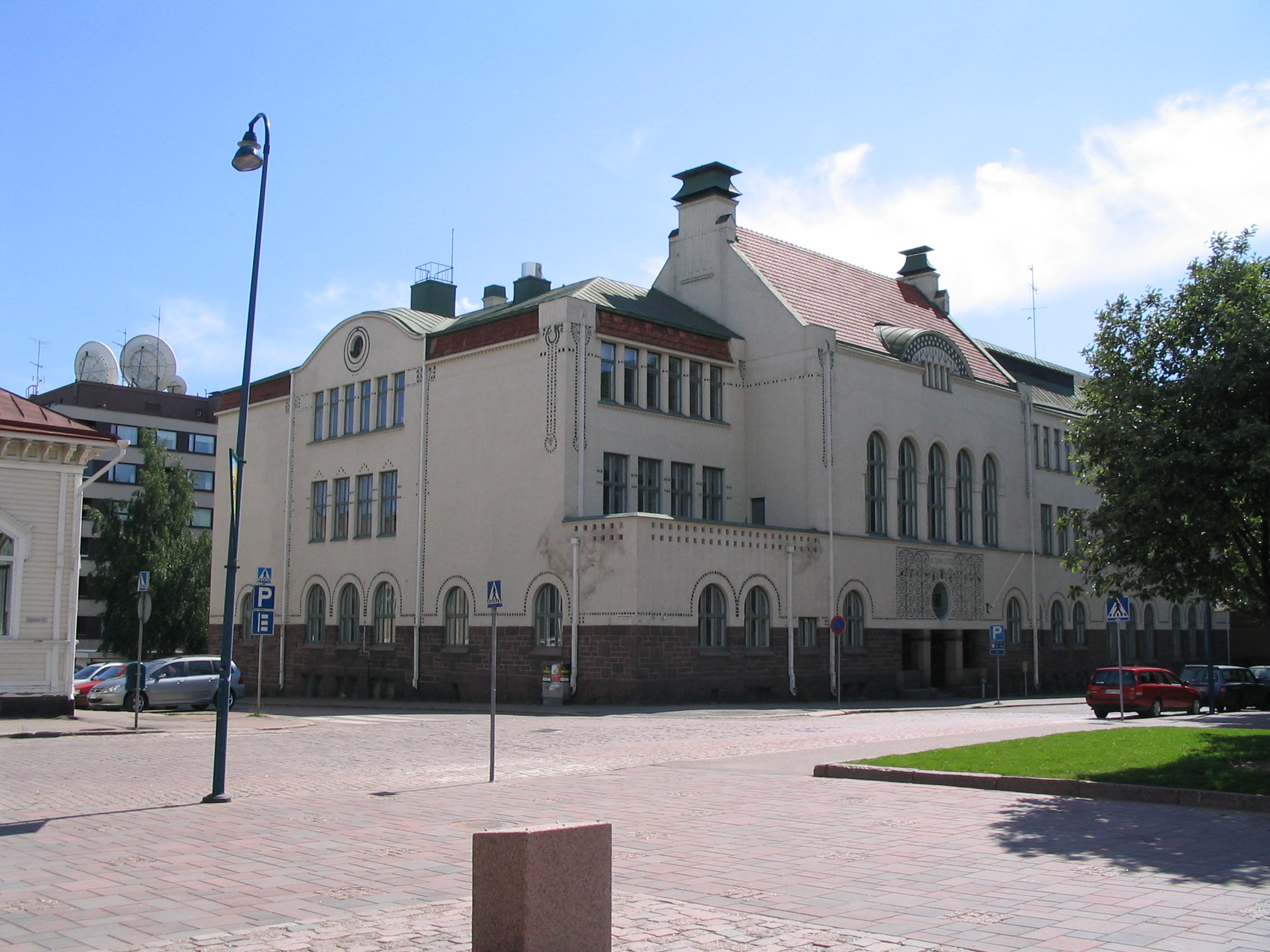
لیسئوم کوتکا در کوتکا, فنلاند

مفهوم و نام لیسئوم (به سوئدی: lyseo) از طریق سوئد وارد فنلاند شد. به طور سنتی، لیسئو مدارسی بودند که دانش‌آموزان را برای ورود به دانشگاه‌ها آماده می‌کردند، برخلاف آموزش عمومی‌تر و معمول. برخی از مدارس قدیمی همچنان از نام لیسئوم استفاده می‌کنند، اگرچه عملکرد آنها امروزه متفاوت است. به عنوان مثال، لیسئوم عادی هلسینکی دانش‌آموزان را در پایه‌های ۷ تا ۱۲ آموزش می‌دهد، در حالی که لیسئوم اولو فقط دانش‌آموزان را در پایه‌های ۱۰ تا ۱۲ ثبت‌نام می‌کند. اصطلاح رایج‌تر برای دبیرستان در فنلاند، فنلاندی: lukio و سوئدی: gymnasium است.